# Spitalkirche Hl. Geist (Dinkelsbühl)

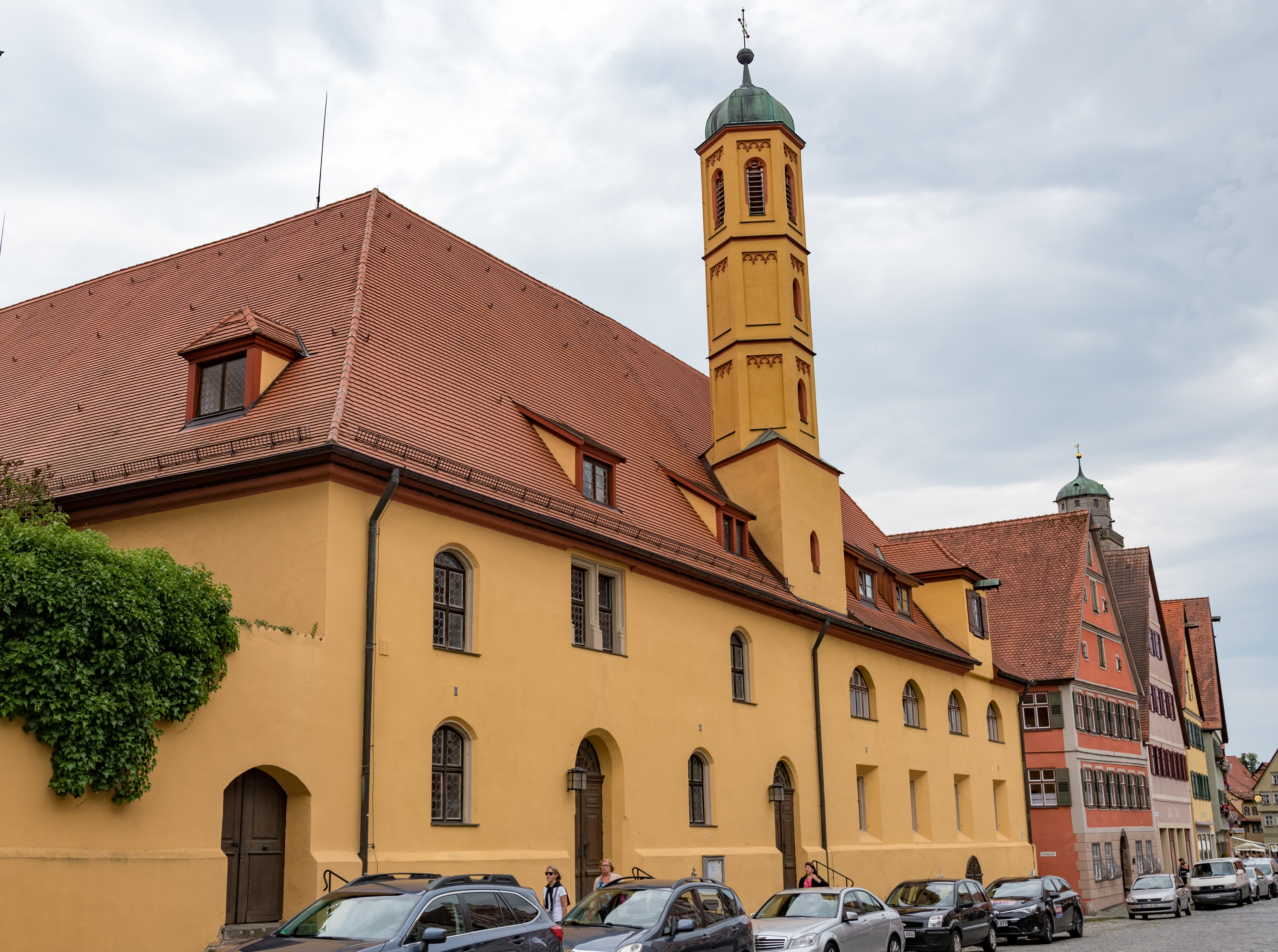
Die unscheinbare Straßenseite der Spitalkirche

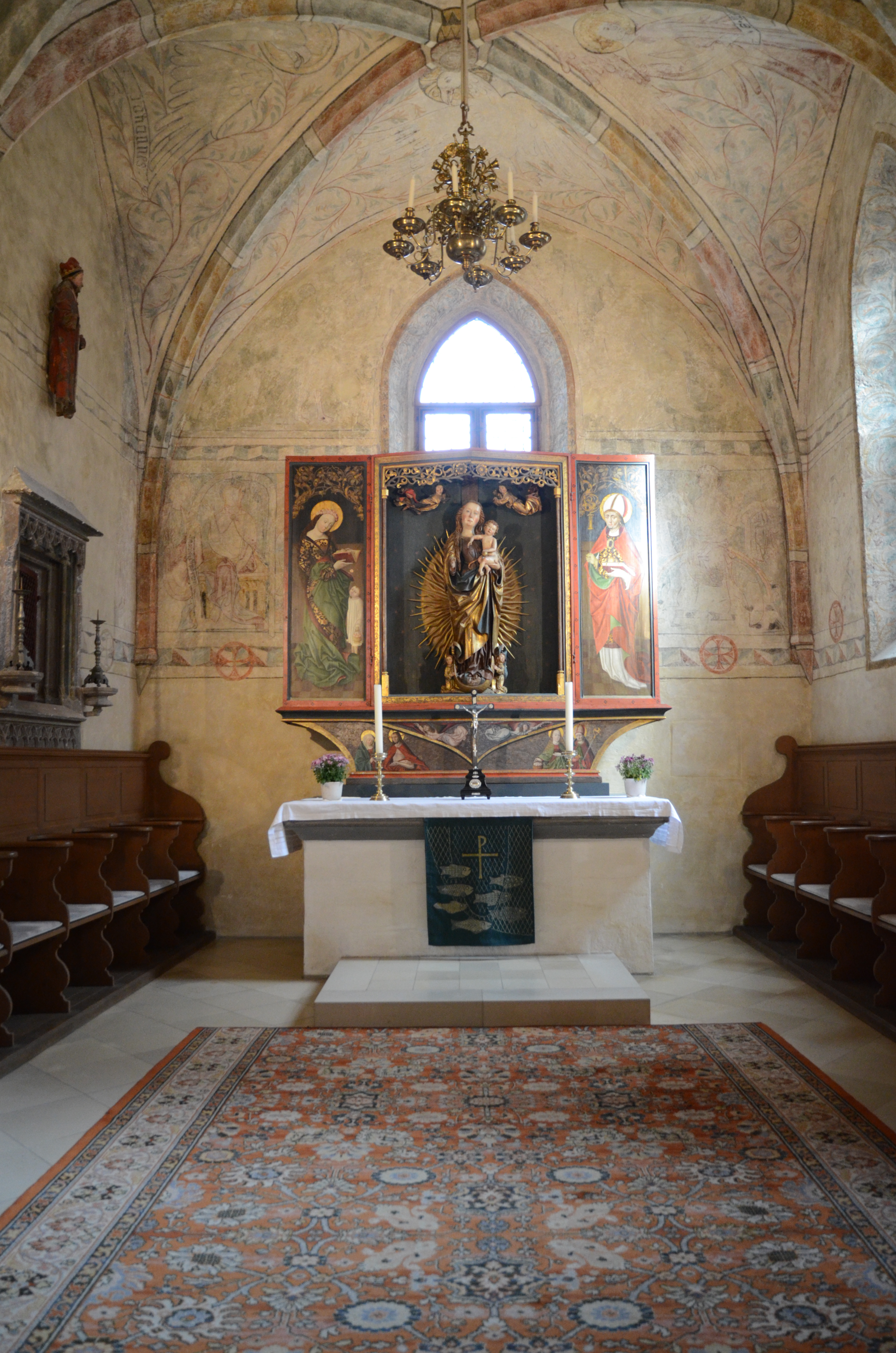
Der Marienaltar im Chor

Die Spitalkirche Hl. Geist war ein Teil des Heilig-Geist-Spitals in der Großen Kreisstadt Dinkelsbühl, Landkreis Ansbach. Nach der Säkularisation von 1802/03 blieb sie die einzige evangelisch-lutherische Stadtpfarrkirche, bis 1843 die neue St.-Pauls-Kirche sie als Hauptkirche der Protestanten ablöste. Sie ist wie viele andere Bauwerke im Stadtquartier des Spitals ein geschütztes Denkmal (Denkmalnummer: D-5-71-136-96). Sie ist ein Saalbau mit stark eingezogenem gerade schließendem Chor, angefügter Sakristei und schlankem Fassadenturm, 1280/1456. Um- und Einbauten erfolgten im 17./18. Jahrhundert; die Kirchenausstattung steht ebenfalls unter Denkmalschutz. Von der Straße aus ist nur der Turm von 1456 sichtbar.

## Geschichte
Die Spitalkirche Hl. Geist ist Teil des am Rothenburger Tor gelegenen Spitalkomplexes und bildet eine Baueinheit mit dem ehemaligen Pfründnerhaus oder dem ehemaligen Krankensaal. Standort, Baugeschichte und Erscheinungsbild hängen mit dem Hospital, der Reformation und den Religionsverhältnissen in der bikonfessionellen Reichsstadt nach dem Dreißigjährigen Krieg zusammen.

### Bis zur Reformation
Ursprung war wohl eine Marienkapelle, die an der 1236 genannten Pilgerstraße von Norddeutschland nach Rom vor dem Tor der staufischen Stadtmauer lag. Gegen 1280 erbaute dort der Spitalorden einen Hospitalkirchensaal „Heilige Jungfrau Maria und Heiliger Geist“ für Kranke, Arme und Pilger. Eine Vergrößerung erfolgte schon um 1310. Der profane Bereich wurde in ein angeschlossenes Pfründnerhaus mit Krankensaal verlegt. Die Kirche „Jungfrau Maria“ erhielt einen dreischiffigen Kirchenraum und einen Chorraum für die Ordensgeistlichkeit. Daran wurde später die Sakristei angebaut.
Das Heilig-Geist-Spital war der größte Grundbesitzer der Stadtrepublik und besaß um 1350 Güter in 94 Ortschaften. So konnten 1383 drei weitere Altäre unter anderem für alle Apostel, die Heiligen Nikolaus, Katharina, Maria Magdalena, Cosmas und Damian sowie im Krankensaal für Elisabeth und Ottilia geweiht werden. Um 1445 wurde der Kirchenraum an den beiden Längsseiten und an der Straßenseite erweitert. Außerdem erhielten Kirche und Pfründnerhaus (Krankensaal) eine gemeinsame Fassade. Um das Kircheninnere zu erhöhen, wurde eine von vier sechseckigen Holzsäulen getragene, flache Holzdecke in das Dachwerk eingebaut. Den Glockenturm setzte man 1456 auf die Ecke der Trennmauer von Kirche und Pfründnerhaus.

### Reformation und danach
In der Reformationszeit wurde die Reichsstadt lutherisch, in die „Spitalkirche“ kam 1537 der Abendmahlsaltar, eine evangelische Staatskirche etablierte sich. Nach einem gegenreformatorischen Eingriff Kaiser Karls V. wurde die Reichsstadt von katholischen Räten regiert, und die wenigen Katholiken erhielten die Stadtpfarrkirche St. Georg für ihren Kultus. Auch der Augsburger Religionsfriede von 1555 bewirkte nichts, die Evangelischen konnten in der Spitalkirche keinen Gottesdienst mehr abhalten. Erst 1566 bildete sich eine evangelische Gemeinde unter der Leitung von zwölf Kirchenpflegern, die vom katholischen Magistrat unabhängig war, und ein Jahr später wurde die Spitalkirche den Protestanten wieder zugesprochen.
Da sie den rund 3.500 Seelen zu wenig Platz bot, wurden 1608/09 Emporen am Haupteingang und an der südlichen, fast fensterlosen Längsseite eingebaut, womit man eine evangelische Predigtsaalkirche vorwegnahm. Als 1642 eine größere Orgel angeschafft wurde, setzte man eine Orgelempore über den Chorbogen.

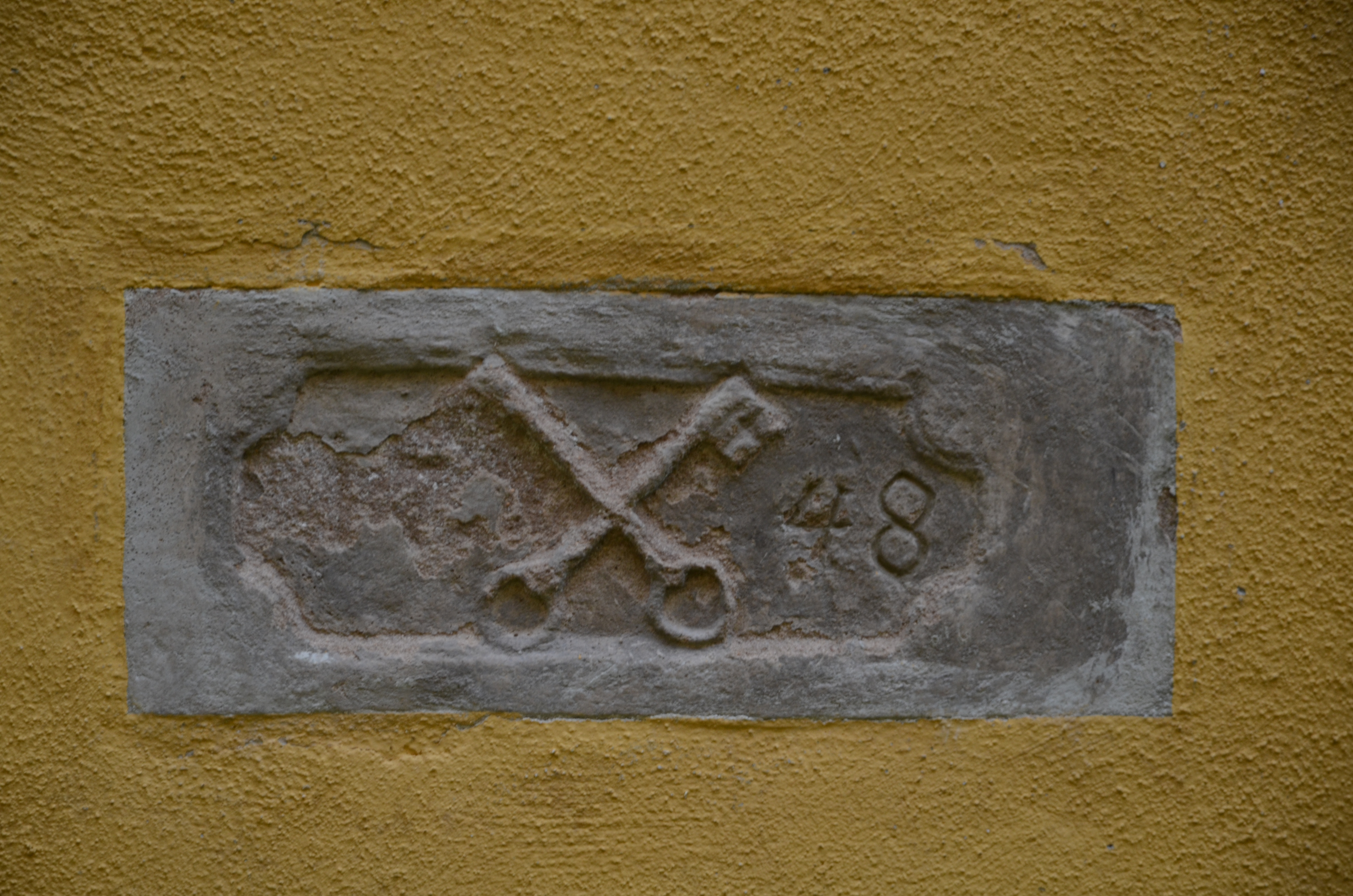
Bautafel des Rokokoumbaus

Im Friedensvertrag des Dreißigjährigen Kriegs wurde für die Reichsstadt Dinkelsbühl eine paritätische, konfessionell gleichberechtigte Ratsregierung ausgehandelt, wobei die kirchlichen Besitzverhältnisse von 1624 galten und die Stadtpfarrkirche katholisch blieb. Im Exekutionsrezess von 1649 konnten die Protestanten die Erlaubnis für den Bau einer größeren Kirche auf eigene Kosten vereinbaren. Weil danach die Spitalkirche aber beiden Konfessionen offen stehen sollte, sperrte sich der katholische Ratsteil gegen alle Umbauten. Streit gab es auch zwischen den evangelischen Kirchenpflegern und dem evangelischen Ratsteil, der meinte, über Baumaßnahmen bestimmen zu können. Dennoch wurde 1771/74 das Innere zu einer klassizistisch beeinflussten Spätrokokokirche umgestaltet. Unter anderem wurden zusätzlich die oberen Emporen und das Deckengewölbe eingebaut und freskiert sowie Dachgauben eingefügt. Für die neue, dreimal so große Orgel wurde wegen der Blasbalgkammer 1789 der Chor aufgestockt. Umbenannt in „Heiliggeistkirche“ wurde die „Spitalkirche“ 1924, renoviert 1967/68 und 2009/2010.

## Außenbau

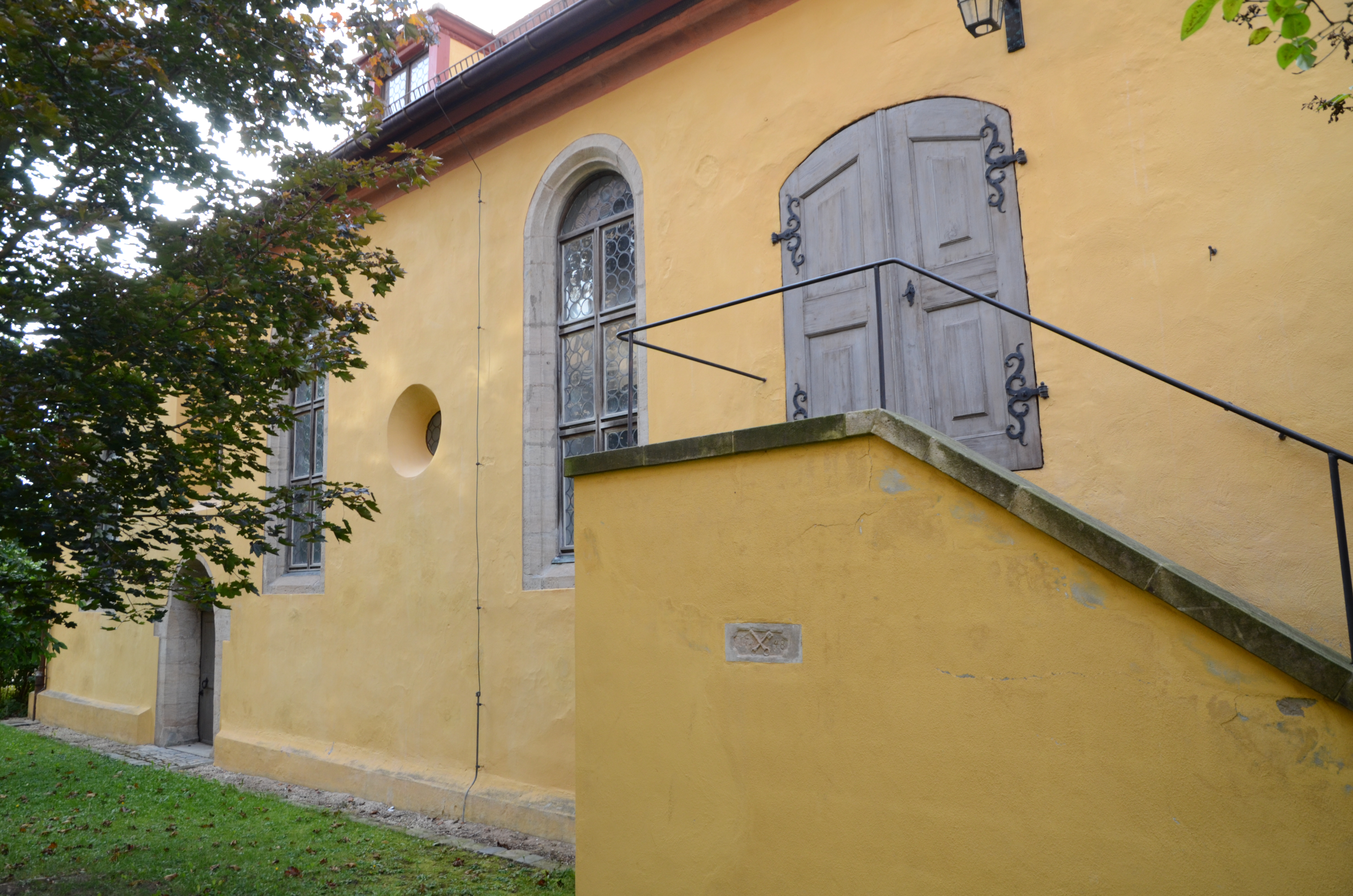
Außenaufgang und Pforte zum Friedhof

Die einstöckige Hauptfassade der Kirche bildet mit dem Spitalbau eine Einheit und ist in der Dr.-Martin-Luther-Straße als mittelalterliches Gotteshaus kaum erkennbar. In der Gebäudemitte und zugleich an der Südwestecke der Kirche steht der spätgotische, sechsseitige Glockenturm von 1456 frontbündig an der Dachtraufe. Auf einem dreiseitigen Unterbau sitzend zeigt er in drei Geschossen Spitzbogenfriese und Dreipassmaßwerk, jedoch eine eingeschnürte Barockhaube. Die Kirchenfassade gliedert sich profan durch zwei klassizistische Portale, vier Stichbogenfenster und ein Renaissance-Doppelfenster von 1608/09, sowie zwei Schleppgauben im Dach. Durch sie und die seitlichen Gauben von 1774 erhalten die oberen Emporen und das Deckenfresko ihr Licht.
Eine Pforte führt in den ehemaligen Spitalfriedhof auf der Nordseite. Hier führt ein Außenaufgang zur unteren Empore. Es folgt der rechteckige Sakristeianbau mit Pultdach. Der eingezogene, gerade geschlossene Chor mit Strebepfeilern, um 1310, ist aus Sandstein (frühgotisches Steinmetzzeichen) und hatte ein Satteldach. Deutlich unterscheidet sich davon das 1789 aufgestockte Fachwerk mit Walmdach. Das östliche Chorfenster wurde um 1383 vergrößert, die südlichen sind noch von 1310. Zum ältesten Bau, dem Hospitalkirchensaal um 1280, gehört die Ostmauer des Langhauses aus unregelmäßigem Quaderwerk mit zwei zugesetzten, frühgotischen Fensterchen im Erd- und Obergeschoss sowie ein Stück der Südmauer.

## Innenraum

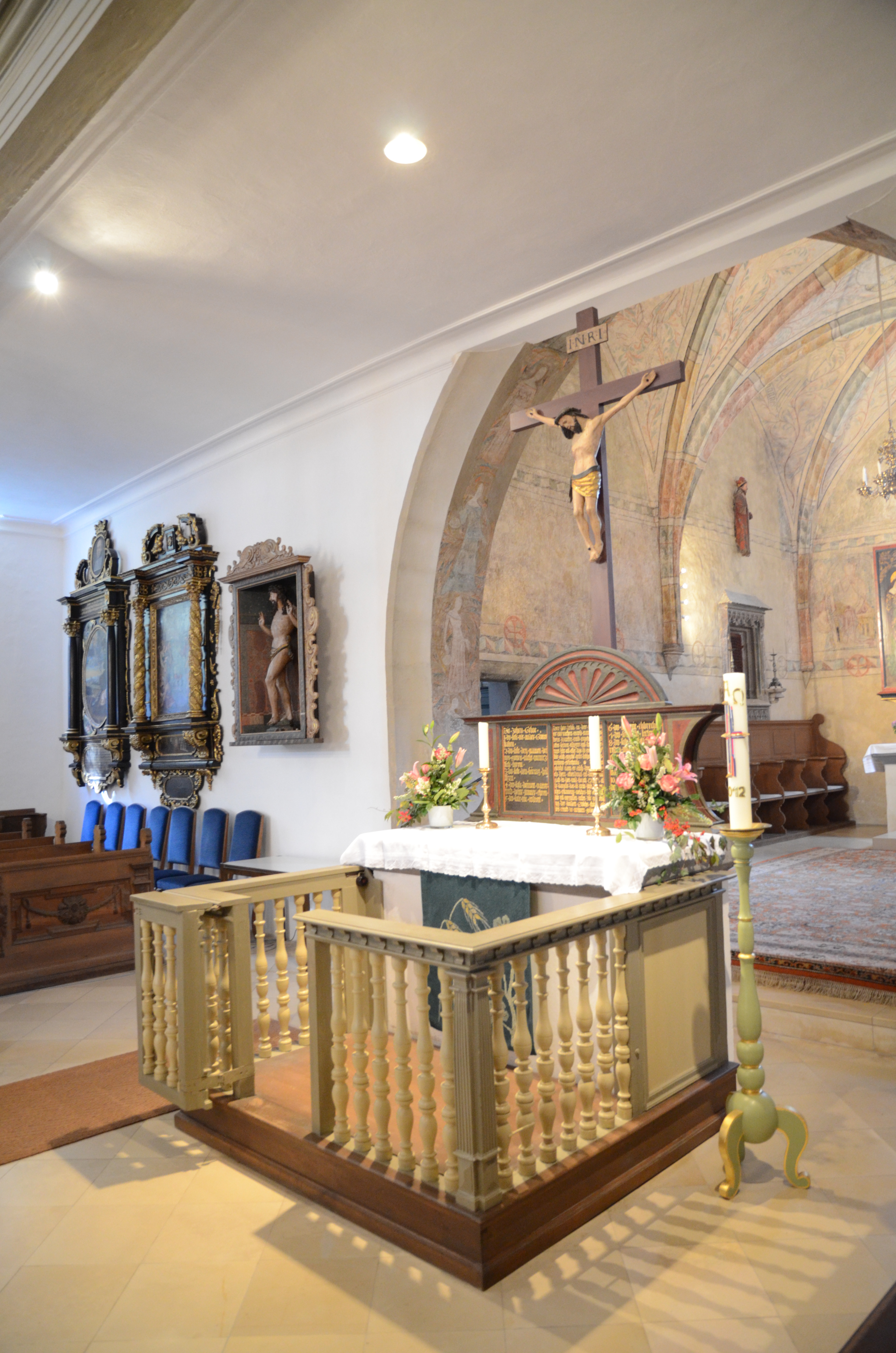
Der Abendmahlsaltar vor dem eingezogenen Chor

In der Vorhalle sind Grabplatten der einstigen Langhauspflasterung aus dem 17. und 18. Jahrhundert aufgestellt. Die aufgemalte Rosette, Kreuz mit Segenshand, stammt von der Kirchenweihe nach 1445. Der in das Dachwerk reichende Kirchenraum überrascht durch seine Höhe. Trotz einiger älteren Ausstattung repräsentiert er sich mit den zweistöckigen Emporen, der Orgel, dem dominanten Deckenfresko und der Kanzel als protestantische Predigtsaalkirche im klassizistisch geprägten Rokoko. Das dreischiffige Langhaus, an der Südseite (zum Spitalbau) ausspringend, hat im Mittelschiff ein Mulden-Tonnen-Gewölbe, getragen von vier Säulen, unter deren Putz sechseckige, 1680 mit Trauben, Rosen und Rankenwerk bemalte Pfeiler stecken.
Die flachen Abseiten werden an zwei Seiten von tiefen Doppelemporen verdeckt. 1771/74 wurden die Emporen mit Blendbalustraden erneuert oder hinzu gebaut und stehen nahezu vierseitig umlaufend auf toskanischen Holzsäulen: Über dem gotischen Chorbogen die zwischengebaute Orgelempore; die untere Empore an der Spitalseite (Süden), über dem Haupteingang (Westen) und ein Stück zum Außenaufgang (Norden); danach folgen die 1774 vergrößerten klassizistischen Rundbogenfenster, hier wurde wegen des benötigten Lichts und freien Raums die untere Empore nicht fortgesetzt und die obere als Illusionsempore aufgemalt, was dem Schiff Geschlossenheit verleiht. Ausgeführt 1774 von Josef Albert Honigens, Dinkelsbühl, ließ sie der evangelische Ratsteil im Machtkampf mit der evangelischen Kirchenpflege heimlich überweißen, weil es eine „in eine Kirch sich gar nicht schickliche Sache sei“.

### Chor

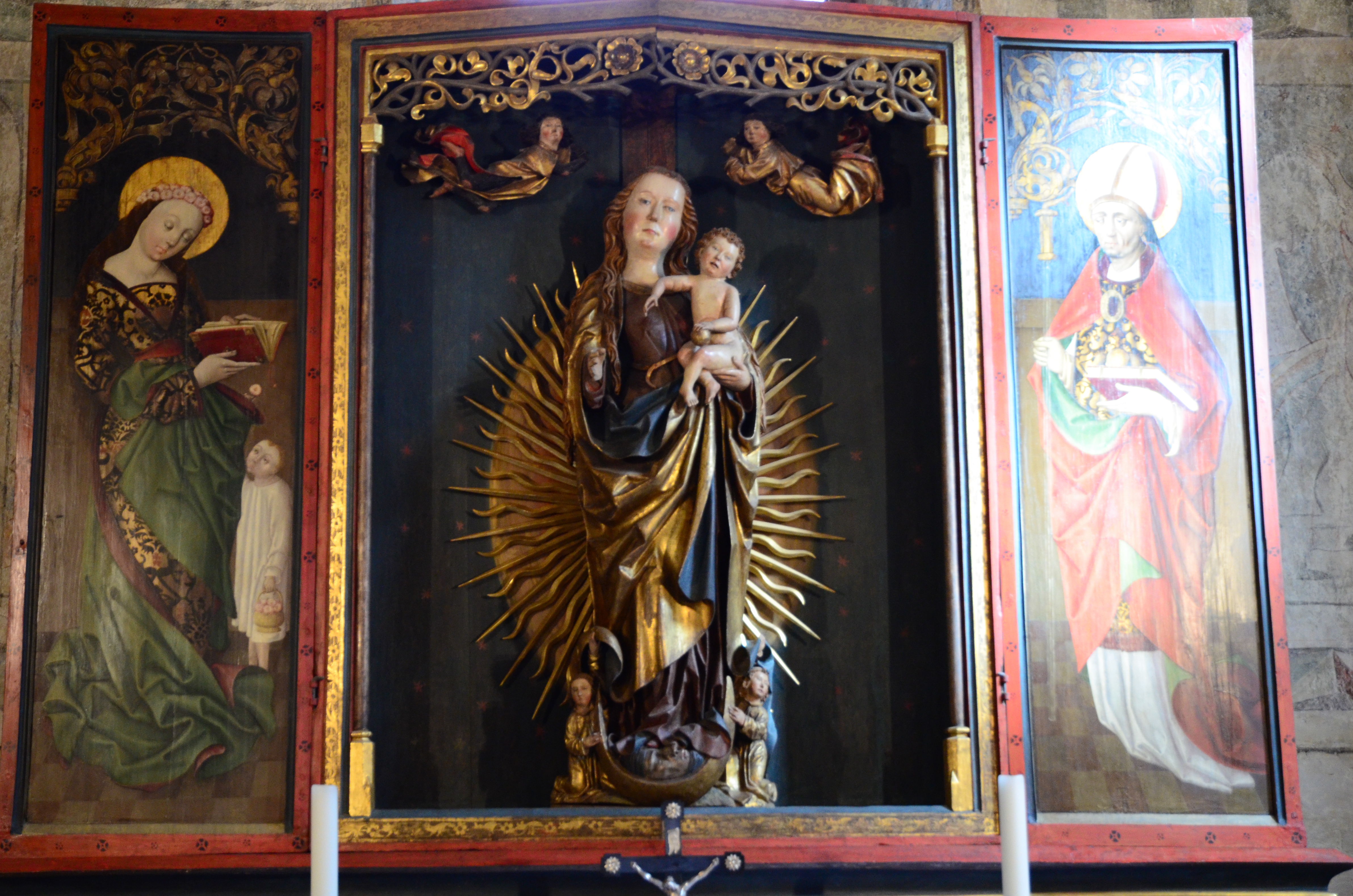
Der Marienaltar mit den zwei Flügeln (Hl. Dorothea und Hl. Nikolaus)

Der bereits 1321 als Choraltar genannte Marienaltar ist Teil eines Wandelaltars um 1490 vom sogenannten Meister des Dinkelsbühler Marienlebens. Auf den Standflügeln sind die Heiligen Dorothea und Nikolaus zu sehen, die wandelbaren Schreinflügel sind in Museen und zeigten werktags den Apostelabschied, an den Festtagen in vier Szenen das Marienleben. Auf der Predella sind links Maria als Schmerzensmutter und Christus als Schmerzensmann dargestellt, rechts noch einmal Dorothea und Nikolaus, darüber Engel mit Deutegestus und Kreuznägeln oder Rosenkranz in Händen. Die Madonna mit Kind in einer Strahlenmandorla auf Mondsichel und daneben knienden Engeln, um 1500, stammt von einem anderen Altar.

### Orgel

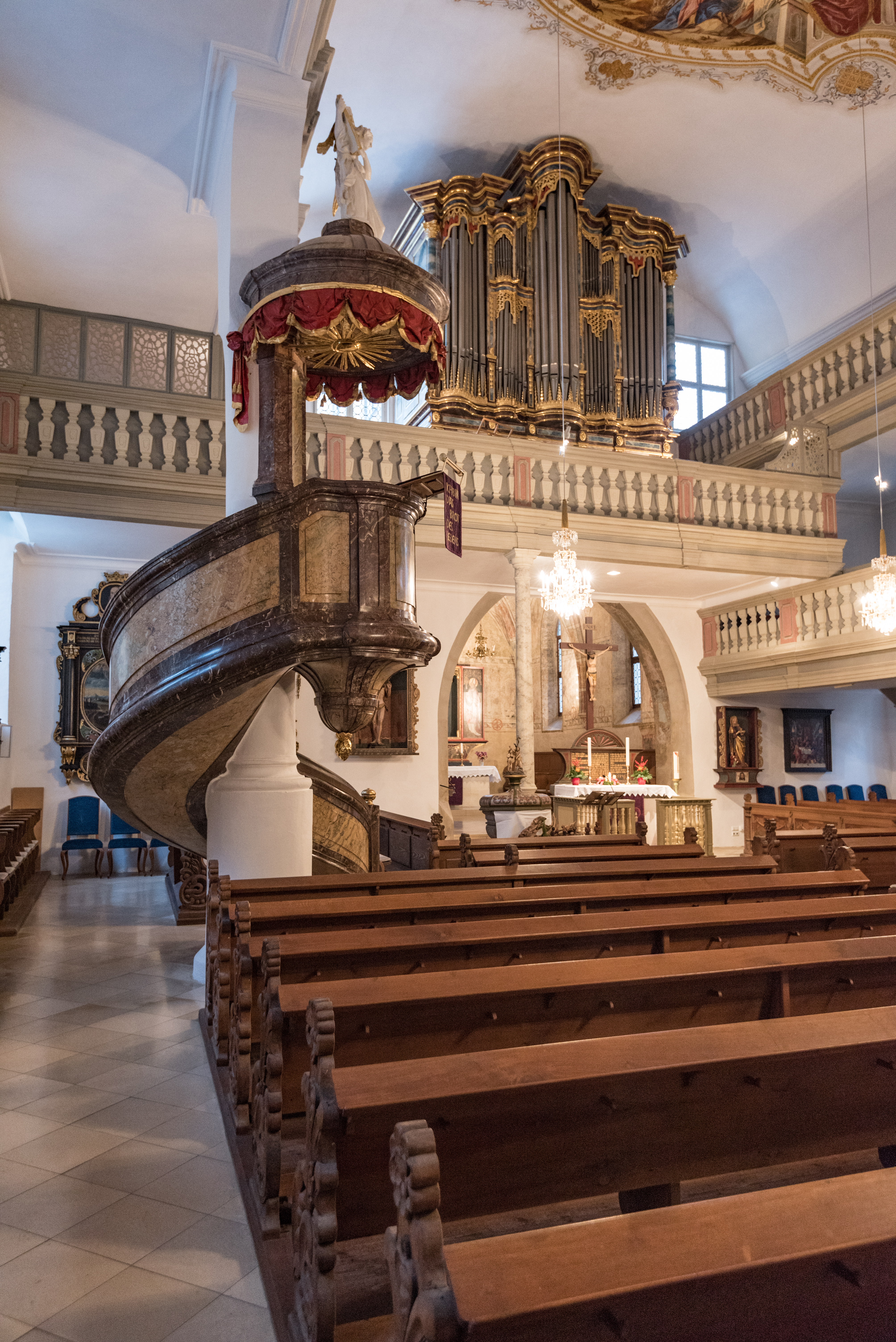
Ansicht der Kanzel und der Orgel über dem Abenmahlsaltar

Der frühklassizistische, barock beeinflusste Prospekt der Orgel, 1790, Dekoration von Johann Michael Mayer, Kirchberg, Malerei Josef Albert Honigens, Dinkelsbühl, ergänzt harmonisch das Deckenfresko und die Emporen. Das Orgelwerk stammt von Orgelmacher Johann Georg Schultes aus Ellenberg aus dem Jahr 1792. Es verfügt über 26 Register auf zwei Manualen und Pedal. Das Instrument wurde bereits kurz nach der Fertigstellung und im Laufe der Zeit mehrfach verändert. In den 1960er Jahren folgte ein tiefgreifender Umbau. Die Firma Deininger & Renner aus Wassertrüdingen restaurierte das Instrument im Jahr 1984. Mindestens die Hälfte des ursprünglichen Pfeifenmaterials ist noch erhalten. Die Disposition lautet wie folgt:
| I Hauptwerk C–f3  |       |
| Bourdon           | 16′   |
| Prinzipal         | 8′    |
| Flûte Harmonique  | 8′    |
| Rohrflöte         | 8′    |
| Oktave            | 4′    |
| Blockflöte        | 4′    |
| Quinte            | 2 ⁄3′ |
| Superoktave       | 2′    |
| Cornett V (ab g°) |       |
| Mixtur IV         | 1 ⁄3′ |
| Trompete          | 8′    |

| II Schwellwerk C–f3 |      |
| Geigenprinzipal     | 8′   |
| Lieblich Gedackt    | 8′   |
| Fugara              | 4′   |
| Rohrflöte           | 4′   |
| Waldflöte           | 2′   |
| Sifflöte            | 1′   |
| Hörnlein II         |      |
| Cymbel IV           | 2⁄3′ |
| Oboe                | 8′   |
| Tremulant           |      |

| Pedal C–f1    |       |
| Prinzipalbass | 16′   |
| Subbass       | 16′   |
| Oktavbass     | 8′    |
| Choralbass    | 4′    |
| Mixtur IV     | 2 ⁄3′ |
| Posaune       | 16′   |
| Rohrschalmey  | 4′    |

- Koppeln: II/I, I/P

### Gestühl, Kanzel, Taufstein
Das erneuerte Gestühl besitzt noch die Wangen (Rosetten und Palmetten über Fruchtwerk) und Brüstungen (Girlanden) von 1699.
Die hoch in den Raum ragende hölzerne Kanzel, 1802, hellgrau mit violett getöntem Gips-Marmor, ist eine Dinkelsbühler Arbeit, der Engel mit Evangelium auf dem Schalldeckel aus Würzburg.
Der Taufstein, ein achtseitiger Stein im Frühbarock, Stiftungsinschrift von 1662 im Zinnbecken, zeigt am Deckel die Taufe Jesu in einer Schnitzgruppe.

### Nebenaltar
Von den 14 Nebenaltären hat sich ein Altarschrein (Knorpelwerk, spätes 17. Jahrhundert) mit der Holzstatue St. Elisabeth, um 1490, vermutlich Riemenschneiderschule, erhalten. Bei der Restaurierung 1972 kam der Name St. Histelhiedis (vermutlich Hadelhidis, Adelheid) zum Vorschein. In hoher künstlerischer Qualität geschnitzt und bemalt (Pressbrokat auf dem Untergewand), hält sie ein geöffnetes Buch in Händen, zu Füßen knien betend ein Knabe und ein Mädchen.

### Chorraumfresken

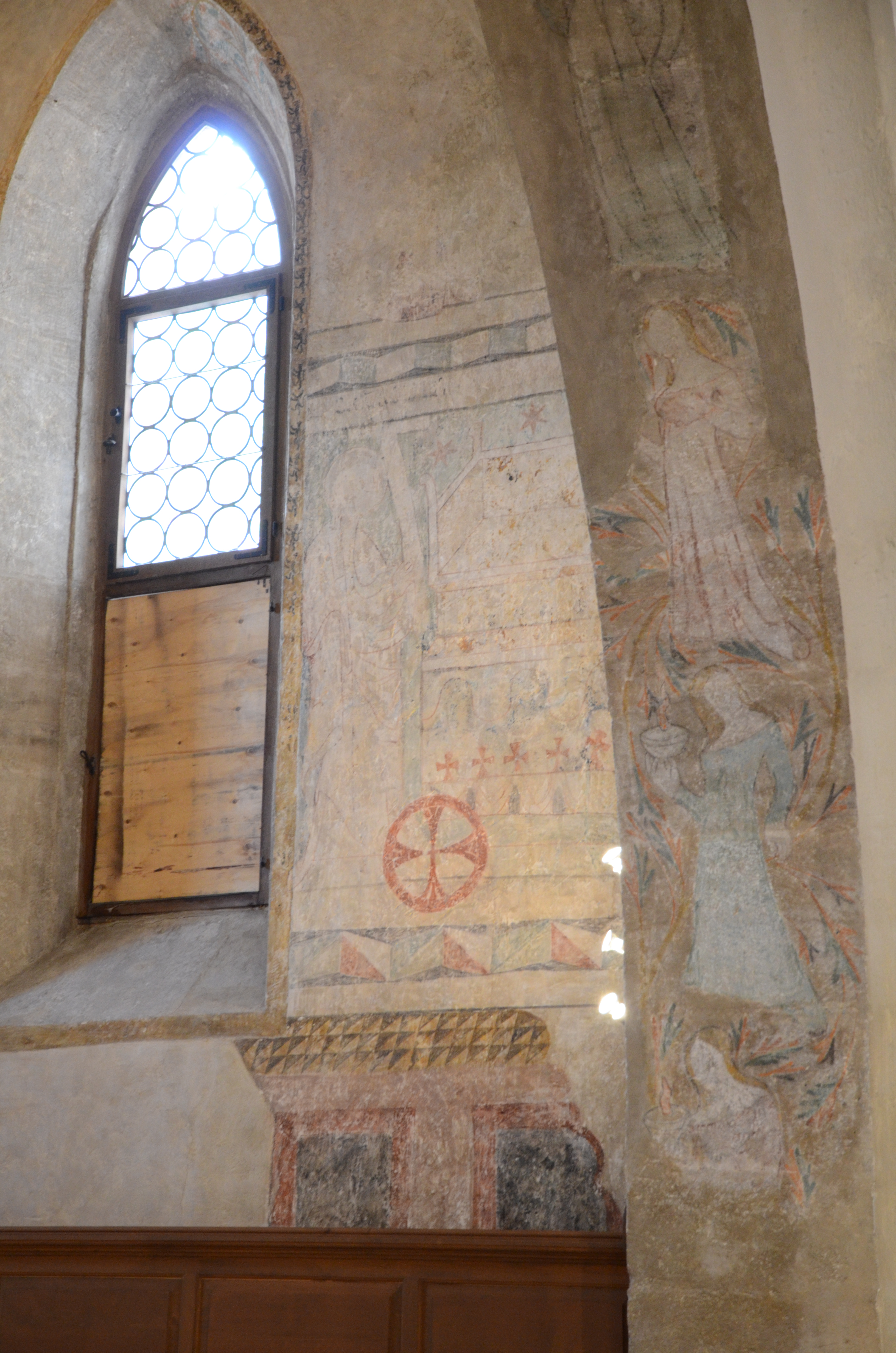
Die klugen und törichten Jungfrauen im Chorbogen

Die erkerartige Sakramentsnische, um 1450, weist oben und unten ein Maßwerkfries auf, seitlich Figurenkonsolen. Die Chorraumfresken, vermutlich 1383, wurden 1967/68 entdeckt. Farblich am besten erhalten sind die Rankenmuster am Fenstergewände, auch die klugen und törichten Jungfrauen im Chorbogen.
Auf dessen Innenseite unten vermutlich die Patrone der Heilkunst, links der hl. Damian, rechts mit Bischofsstab der hl. Cosmas. Über die zwei Joche des Chores verteilt sieht man im Kreuzrippengewölbe die geflügelten vier Evangelisten: Matthäus (Mensch), Markus (Löwe), Lukas (Stier), Johannes (Adler). In den mittleren Gewölbeflächen sind zum Altar hin Lamm mit Kreuzfahne (Hospitalwappen), Schwan (Passion Christi), Lamm mit Kreuzfahne (Auferstehung Christi), Taube (Heiliger Geist, Namenspatron des Spitals) dargestellt.
Der Bildzyklus der Wände zeigt auf der Fensterseite (Süden) links vom Fenster einen Pelikan (Symbol für den Opfertod Christi), weiteres kaum erkennbar; im oberen Chorbogenfeld eine Verehrung der Muttergottes; auf der Sakristeiwand links das Abendmahl, rechts Jesus im Garten Gethsemane; bei der Sakramentsnische ist die Malerei zerstört, thematisch vermutlich Leiden und Kreuzigung Jesu; hinter dem Altar die Auferstehung, Jesus mit Segensgebärde auf dem Sarkophag sitzend, daneben die Frauen am Grab; rechts vom Fenster das Jüngste Gericht, Christus als Weltenrichter mit erhobenen Händen auf dem Regenbogen sitzend, seitlich Selige und Verdammte.
Die zwölf Weihekreuze wurden anlässlich der Kirchenweihe aufgemalt.

### Epitaphien

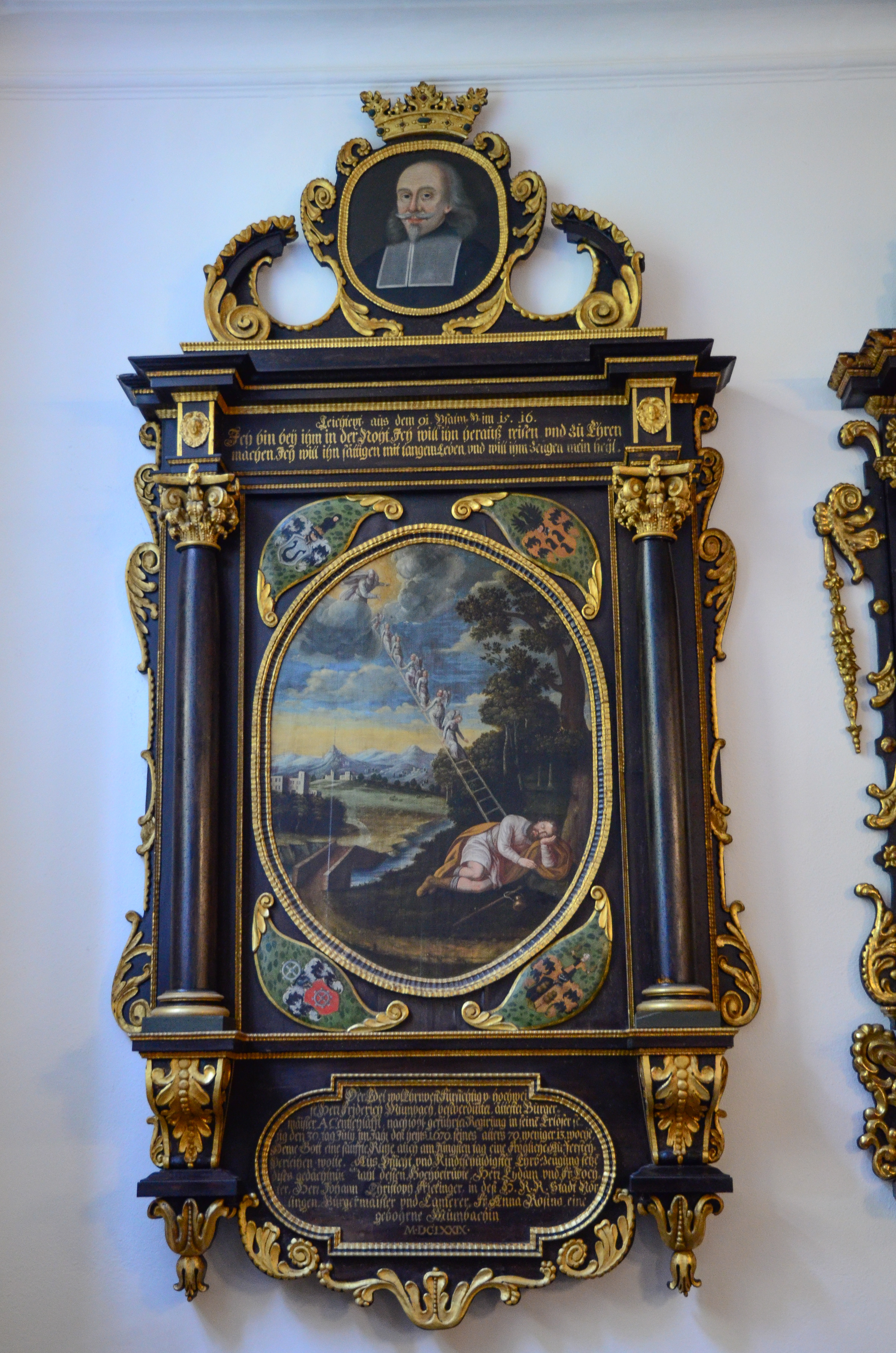
Epitaph von Friedrich Mumbach

Von den einst elf holzgerahmten Epitaphien der Spitalkirche sind links vom Abendmahlsaltar zu sehen:
- Zum Gedächtnis an Bürgermeister Johann Oberzeller, gestorben 1662; altarähnlicher Aufbau; Gemälde „Predigt Johannes des Täufers“, darunter die kniende Familie.
- Daneben das Epitaph vom ältesten Bürgermeister A C (= Augsburger Confession = evangelisch) Friedrich Mumbach, gestorben 1679, errichtet von seinem Schwager, dem Nördlinger Bürgermeister Frickinger; Gemälde „Jakobs Traum von der Himmelsleiter“, Bildnis des Verstorbenen, im Architravfries Sinnspruch.
- An der Fensterseite folgt das repräsentative, formenreich geschnitzte Epitaph mit den Wappen der Ratsfamilien Ströhlin und Link, vor 1650; Gemälde „Jakobs Kampf mit dem Engel“.
- Daneben ein Epitaph, gerahmt von Säulen und Architrav mit Geschlechterwappen in den vier Ecken, im Sockel das unbekannte Stifterehepaar; Gemälde „Kreuzabnahme“.

### Fresko St. Christophorus
Vom spätmittelalterlichen Fresko St. Christophorus, nach 1445, sind bei der Empore an der Fensterwand zwei Fragmente erhalten. Oben ein Einsiedler mit Laterne vor seiner Kapelle, unten das Stabende des wandgroßen, einen Fluss überschreitenden Heiligen (naturnah dargestellter Krebs, Füße übertüncht). Er war Patron der Spitalbruderschaften und Helfer bei Krankheit und Tod, weshalb er tröstlich gegenüber der (versetzten) Türe zum Krankensaal des Spitals aufgebracht wurde.

### Abendmahlsaltar

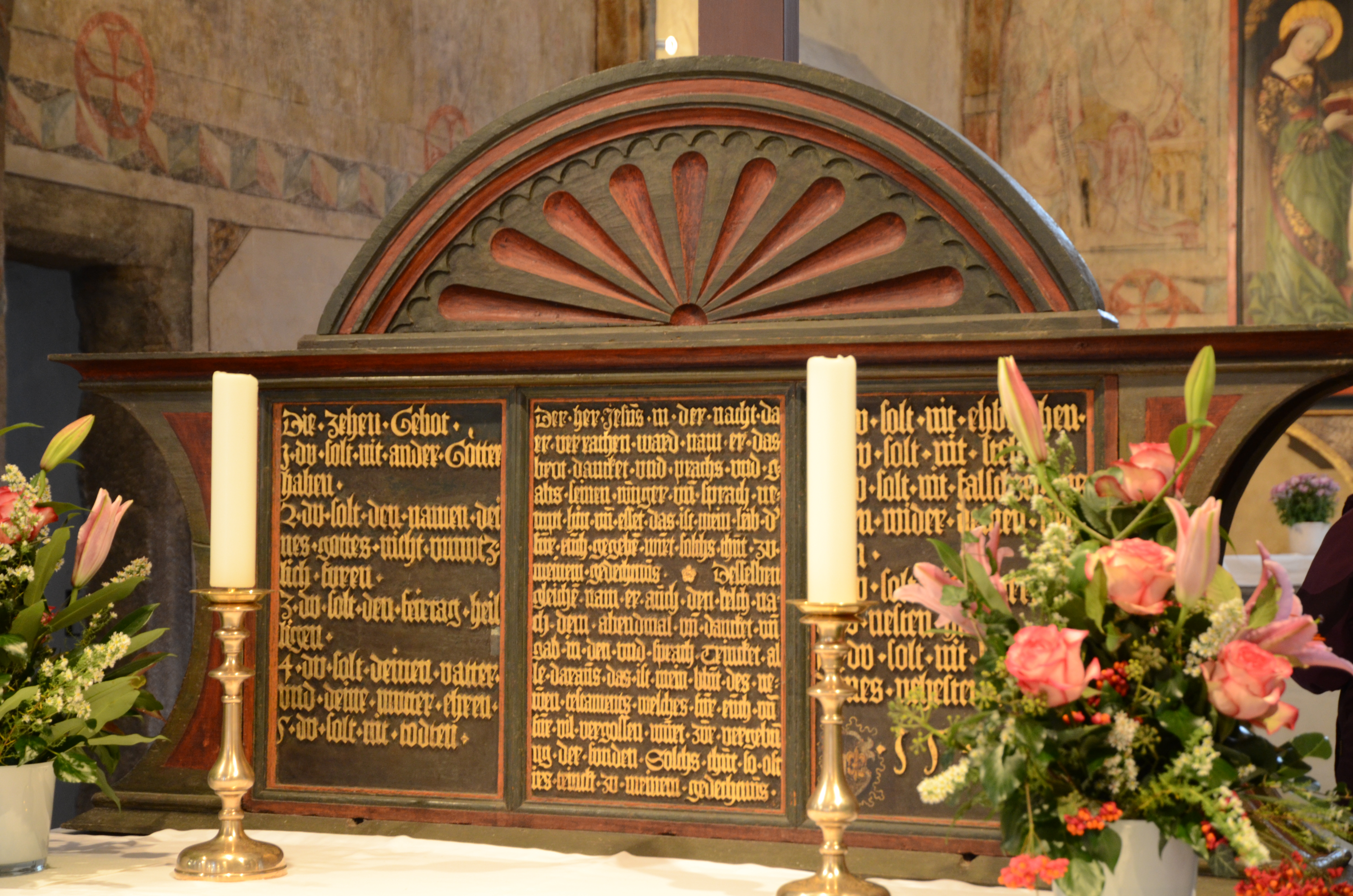
Die Beschriftung des Abendmahlsaltars

Der Abendmahlsaltar von 1537, ursprünglich ein seltener Schrift-Bild-Altar, ist als frühe protestantische Altarbaukunst kunsthistorisch bedeutsam. An der Stelle des geschnitzten Muschelsegments hatte der Altar als festes Altarblatt ein Abendmahlsbild, darüber folgte der Muschelgiebel. Ein zweiter solcher Altar stand in der Stadtpfarrkirche St. Georg.
Hinter dem Speisgitter, welches der geordneten Einnahme des Abendmahls dient, ruht auf einer Sandsteinmensa eine dreigefelderte Predella mit den Grundtexten des Alten und Neuen Testaments. Auf den Seitenfeldern die Zehn Gebote (neben der Datierung 1537 die Restaurierungswappen der evangelischen Bürgermeister Georg Kaiser und Johannes Klott):
„Die zehen Gebot / 1. du solt nit ander Götter / haben / 2. du solt den namen dei / nes gottes nicht unnutz / lich furen / 3. du solt den feirtag heil / ligen / 4. du solt deinen vatter / und deine mutter ehren / 5. du solt nit todten. – 6. du solt nit ehbrechen / 7. du solt nit stelen / 8. du solt nit falsch zeignis / reden wider deinen neh / esten / 9. du solt nit begeren de / ines nesten haus / 10. du solt nit begeren / deines nehesten weibs.“
Im Mittelfeld die erhaben geschnitzten und vergoldeten Einsetzungsworte des Abendmahls in beiderlei Gestalt: „Der her Jesus in der nacht da / er verrathen ward nam er das / brot dancket und prachs und g / abs seinen iünger un sprach ne / mpt hin un(d) esset das ist mein leib d‘ / für eich gegebe(n) wirt solchs thut zu / meinem gedechtnus. Desselben / gleiche(n) nam er auch den kelch na / ch dem abendml un(d) dancket un(d) / gab in den und sprach Trincket al / le daraus das ist mein blut des newen testaments welches für euch un(d) / für vil vergossen würt zur vergebu / ng der sunden Solchs thut so oft irs trinckt zu meinem gedechtnus.“
Das große Holzkruzifix, um 1460, hat eine barocke Fassung.
Das Abendmahlsbild auf Holztafel, 1537, wurde laut Inschrift von Stadtsenator Johannes Klott 1579 und von Stadtbürger Andreas Aichmüller (Wappen, Rahmung) 1613 renoviert. Jesus sitzt mit den zwölf Jüngern in einem Palast beim Passahmahl. In der biblisch-historischen Szene wird er in der Pose des Allherrschers und Salvator mundi auf baldachingekröntem Thron dargestellt, die rechte Hand im Rede- und Segensgestus erhoben, die linke auf dem Kopf des Lieblingsjüngers Johannes. Die Jünger diskutieren, wer der Verräter sei. Hinter Judas, gelb gekleidet und mit Geldbeutel, faltet ein Jünger die Hände nach protestantischer Art. Der Betrachterblick wird durch Diagonallinien (flügelartige Vorhangdrapierung, Personen, Schachbrettmuster der Bodenfliesen) sowie durch eine breit angelegte Kreuzkomposition der Mittellinien (horizontal: Kopfreihen, Tischtuch; vertikal: Thronlehne, Johannes, Bodenfliesen) ins Zentrum und auf das Haupt Jesu gelenkt.

### Deckengemälde

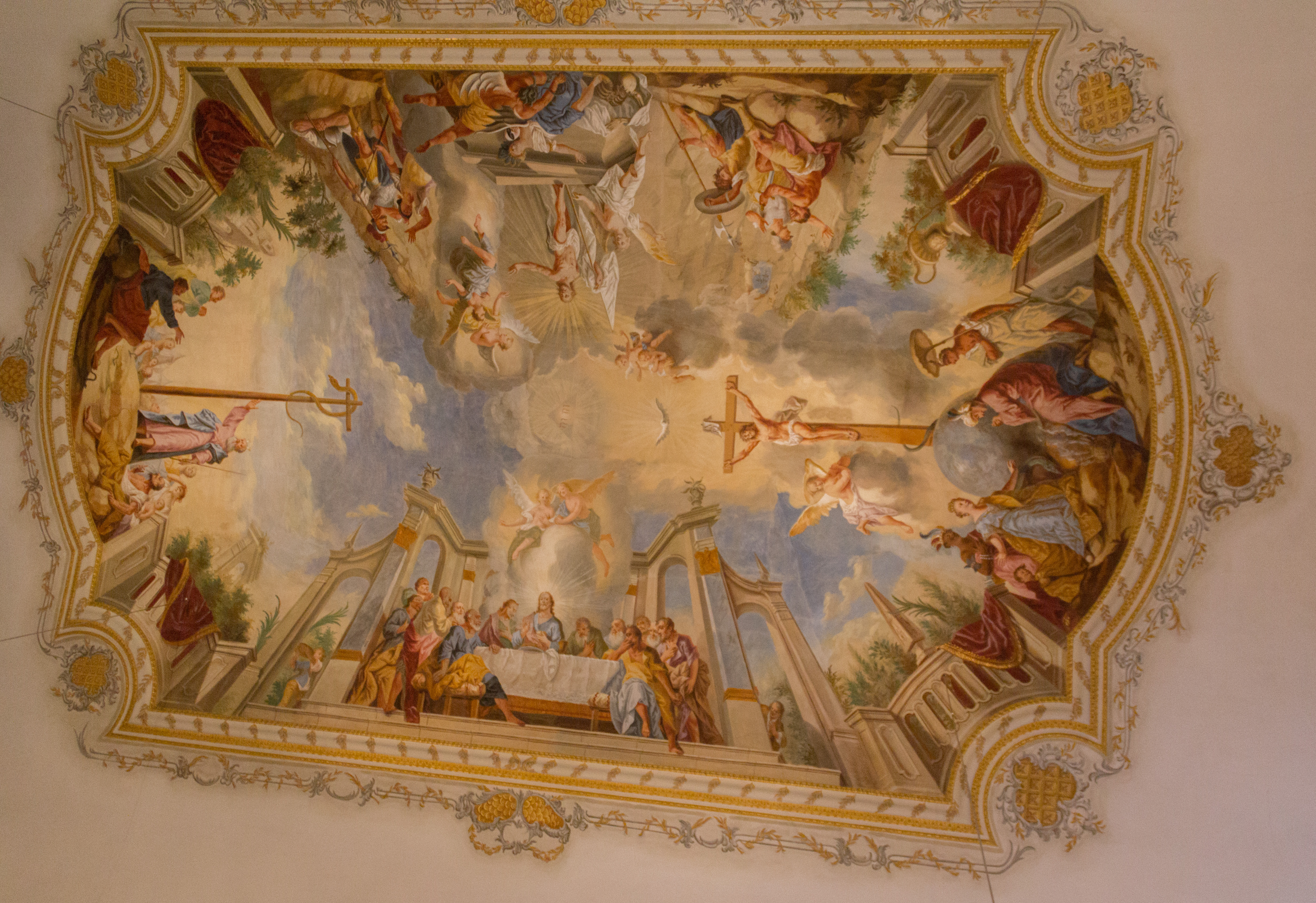
Das Deckengemälde

Das Deckenfresko im Langhaus, kunsthistorisch und für süddeutsche evangelische Kirchen eine Rarität, wurde im September und Oktober 1774 von Johann Nepomuk Nieberlein (1729 – 1805) aus Ellwangen ausgeführt. Sein Hauptwerk verbindet das Rokoko und dessen Gegenstil, den Klassizismus. Zwar verweigerte der evangelische Magistrat zunächst seine Zustimmung, weil man davon „in Evangelischen Kirchen gänzlich abgekommen“ sei, man wollte es „nur mit einigen leichten Muscheln von Stuckatur-Arbeit ausgeziert“ haben. Doch das Bildprogramm wurde ikonologisch meisterhaft im Sinn der Kirchenpflege umgesetzt.
Das christologische Predigtfresko „Erlösung“ erzählt in bühnenartiger Manier von der Errettung der Gläubigen durch Opfertod und Auferstehung Christi. Nieberlein fertigte gleichsam vier Altarbilder mit gemeinsamem Himmel an, der sein natürliches Aussehen in jeder Bildszene ändert. Das Gemälde umrahmt ein Rechteck, in dessen kreisförmig einspringenden Ecken eine Balkon-Architektur die Illusion einer weiteren Empore erzeugt. Ein antikischer Bau und eine Felsenlandschaft öffnen die Kirchendecke zum Himmel, Vasen, Obelisken u. a. verstärken die Höhentäuschung. Die wechselnde Farbgebung unterstützt die Raumgestaltung und bewirkt eine feierliche Stimmung. Die Gesamtkomposition wurde streng in Brillantform angelegt. Bei ähnlicher Eckgestaltung ist jede Bildszene im Sonnenlicht bzw. Schatten symmetrisch gruppiert.
Geometrischer Mittelpunkt und dynamisches Zentrum ist das Auge Gottes im Dreieck (Symbol der Dreifaltigkeit) mit hebräischem Schriftzug „Jahwe“. Es folgt die Taube (Heiliger Geist) über dem Haupt des Gekreuzigten schwebend, was der Hauptachse ihre Aussage gibt: Das Kreuz Mose kündigt den Retter an, durch die Gnade Gottes und den Heiligen Geist wird der gekreuzigte Sohn Gottes zum Erlöser.

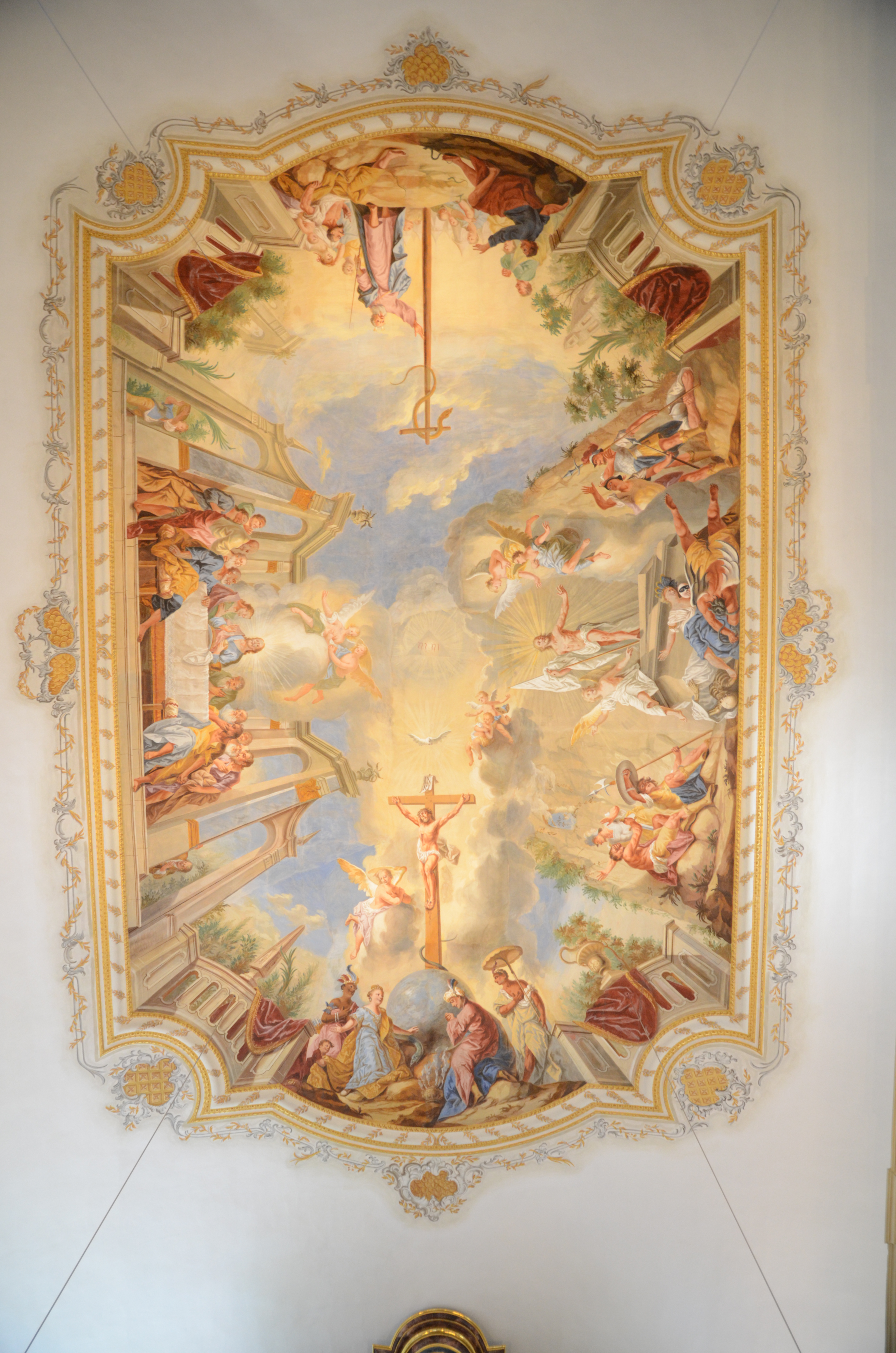
Das Deckengemälde „Erlösung“

Die Heilsgeschichte beginnt mit der Szene Mose und die eherne Schlange. Gegen das in der Wüste murrende Volk Israel sandte Gott feurige Schlangen, die sich am Boden ringeln. Das Kreuz, auf Geheiß Gottes errichtet, umwindet die Schlange (Symbol des Heils), darunter lagern die geretteten Männer, Frauen und Kinder. Die Szene verweist alttestamentarisch-typologisch auf die Kreuzigung Christi.
Die Szene Abendmahl ist für die Evangelischen von wesentlicher Bedeutung, da Luther das Altarsakrament in beiderlei Gestalt, Brot und Wein, für Laien einführte. Jesus sitzt in der Tafelmitte, der Verräter Judas (gelbes Gewand, Geldbeutel) abgerückt. Die Raumillusion wird durch eine Tempel-Architektur (Hinweis auf das Himmlische Jerusalem) erzeugt. Durch einen Seitenbogen trägt ein Diener eine Platte herein, am gegenüberliegenden lugt ein spitzbübisch lachender Mann um den Pfeiler – vermutlich ein Selbstporträt Nieberleins.
In der Szene Kruzifix und Weltmission steht das Kreuz auf einer Weltkugel mit flüchtender Schlange, den Sieg über das Böse darstellend. Darunter erweisen die personifizierten damals bekannten vier Erdteile Amerika (Eingeborene im Federputz), Europa (Herrscherin im Krönungsornat), Asia (indischer Turban), Afrika (Sonnenschirm) dem Gekreuzigten ihre Ehre. Die Allegorie von der Verbreitung des Glaubens hatte Bezug zur evangelischen Gemeinde, die bereits seit drei Jahrzehnten die ostindische Mission unterstützte.
Die Szene Auferstehung beinhaltet das zentrale christliche Glaubensthema Hoffnung und findet vor einem Felsenpanorama (Symbol für Festigkeit) statt. Christus steht sieghaft mit weißer Fahne auf dem geöffneten Sarkophag. Der Satansbekämpfer und Engelsfürst Michael sitzt darauf, die schwebenden Engel deuten die Himmelfahrt an. Zu Füßen Christi wird das Reich der Toten gezeigt, in das er hinabgestiegen und wieder auferstanden ist. Die niedergerungenen Höllenmächte sind als Tod (Gerippe) und gefallener Engel Luzifer (geflügelt) dargestellt, dazwischen die schlangenhaarige Gorgo Medusa (demaskiert), deren dämonischer Blick verzaubern und töten kann.

### Geläut
Im schlanken Fassadenturm hängen seit 1963 zwei kleine Glocken der Gießerei Gebhard aus Kempten in den Tönen d" und f". Im Glockenstuhl ist noch Platz für eine weitere Glocke vorgesehen.